# Герої Радянського Союзу — уродженці Одеської області
У цьому списку представлені, по районах, Герої Радянського Союзу, які народились на території сучасної Одеської області. Список містить інформацію про дату Указу про присвоєння звання, номер медалі «Золота Зірка» рід військ, посаду та військове звання на час присвоєння звання Героя Радянського Союзу, місце народження, роки життя (дата народження і дата смерті) та місце поховання.
| № п/п                         | Фото                                              | П. І. Б.                           | Дата Указу Номер нагороди            | Рід військ              | Посада Звання                                     | Роки життя                             | Роки життя                             |
| ----------------------------- | ------------------------------------------------- | ---------------------------------- | ------------------------------------ | ----------------------- | ------------------------------------------------- | -------------------------------------- | -------------------------------------- |
| Ананьївський район:           |                                                   |                                    |                                      |                         |                                                   |                                        |                                        |
| 1                             | Герой Радянського Союзу                           | Арсенюк Олександр Миколайович      | 15.01.1944 № 3007                    | Кавалерія               | снайпер, рядовий                                  | нар. 02.08.1910 Михайлівка             | пом. 27.03.1996 Москва                 |
| 2                             |                                                   | Власенко Олексій Сидорович         | 01.11.1943                           | Піхота                  | заступник командира батальйону, старший лейтенант | нар. 1914 Долинське                    | пом. 19.10.1943 Розенталь              |
| 3                             |                                                   | Молчанов Гліб Михайлович           | 31.05.1945 № 6763                    | Артилерія               | командир взводу, лейтенант                        | нар. 04.10.1923 Кубей                  | пом. 13.07.2002 Смоленськ              |
| Балтський район:              |                                                   |                                    |                                      |                         |                                                   |                                        |                                        |
| 4                             |                                                   | Кудрявцев Ничипор Лаврентійович    | 24.07.1941                           | Піхота                  | командир взводу, молодший лейтенант               | нар. 15.04.1915 Плоске                 | пом. 08.07.1941 Одеса                  |
| 5                             | Герой Радянського Союзу                           | Леоницький Сергій Дем'янович       | 10.04.1945 №                         | Піхота                  | стрілець, рядовий                                 | нар. 18.07.1909 Чернече                | пом. Одеса                             |
| 6                             | Герой Радянського Союзу                           | Маріїнський Євген Пахомович        | 27.06.1945 № 7918                    | Авіація                 | командир ланки, лейтенант                         | нар. 27.01.1923 Балта                  | пом. 22.03.1993 Москва                 |
| 7                             |                                                   | Сорока Василь Ілларіонович         | 29.06.1945 № 4255                    | Піхота                  | командир відділення, рядовий                      | нар. 1902 Пасицели                     | пом. 15.11.1967 Одеса                  |
| 8                             | Герой Радянського Союзу                           | Танасейчук Олександр Васильович    | 31.05.1945 № 6816                    | Піхота                  | командир відділення, молодший сержант             | нар. 26.09.1923 Березівка              | пом. 02.03.1996 Виноградне             |
| 9                             | Герой Радянського Союзу                           | Чумак Павло Іванович               | 10.04.1945 №                         | Піхота                  | командир відділення, сержант                      | нар. 1924 Пасицели                     | Кишинів                                |
| Березівський район:           |                                                   |                                    |                                      |                         |                                                   |                                        |                                        |
| 10                            |                                                   | Гнидо Петро Андрійович             | 01.05.1943 № 1003                    | Авіація                 | командир ескадрильї, лейтенант                    | нар. 22.12.1919 Донська Балка          | пом. 17.03.2006 Одеса                  |
| 11                            | Герой Радянського Союзу                           | Дроздов Петро Володимирович        | 20.12.1943 №                         | Піхота                  | командир взвода, молодший лейтенант               | нар. 12.07.1923 Заводівка              | пом. 25.01.1945 Кутно, Польща          |
| 12                            | Герой Радянського Союзу                           | Федоренко Микола Володимирович     | 15.05.1946 №                         | Авіація                 | головний штурман корпусу, підполковник            | нар. 06.12.1907 Заводівка              | пом. Одеса                             |
| 13                            | Герой Радянського Союзу                           | Шаховцев Михайло Андрійович        | 24.03.1945                           | Піхота                  | заступник командира полку, майор                  | нар. 21.11.1913 Березівка              | пом. 14.08.1944 Магнушев, Польща       |
| Білгород-Дністровський район: |                                                   |                                    |                                      |                         |                                                   |                                        |                                        |
| 14                            | Герой Радянського Союзу                           | Огуленко Максим Артемович          | 10.04.1945 №                         | Піхота                  | стрілець, рядовий                                 | нар. 19.07.1899 Білгород-Дністровський | пом. 03.07.1974 Одеса                  |
| Біляївський район:            |                                                   |                                    |                                      |                         |                                                   |                                        |                                        |
| 15                            |                                                   | Вернидуб Петро Данилович           | 24.03.1945                           | Артилерія               | командир взвода, лейтенант                        | нар. 1924 Усатове                      | пом. 26.10.1944 Первомайський          |
| 16                            | Герой Радянського Союзу                           | Згама Петро Миколайович            | 15.05.1946 №                         | Піхота                  | командир відділення, старший сержант              | нар. 15.07.1923 Біляївка               | пом. 24.08.1983 Біляївка               |
| 17                            | Герой Радянського Союзу                           | Кипенко Володимир Іванович         | 20.04.1945                           | Піхота                  | стрілець, червонофлотець                          | нар. 02.01.1924 Біляївка               | пом. 26.03.1944 Миколаїв               |
| 18                            | Герой Радянського Союзу                           | Кравченко Сергій Трохимович        | 24.03.1945 №                         | Піхота                  | автоматник, рядовий                               | нар. 26.10.1925 Біляївка               | пом. 26.10.1956 Біляївка               |
| 19                            | Герой Радянського Союзу                           | Сташек Микола Іванович             | 16.10.1943 № 1214                    | Піхота                  | командир полку, підполковник                      | нар. 01.05.1914 Маринівський хутор     | пом. 17.02.1991 Москва                 |
| 20                            | Герой Радянського Союзу                           | Ткаченко Ілля Іванович             | 19.04.1945 №                         | Піхота                  | командир взводу, лейтенант                        | нар. 22.07.1914 Яськи                  | пом. 10.08.1979 Яськи                  |
| 21                            | Герой Радянського Союзу                           | Чулков Іван Денисович              | 24.02.1942 №                         | Авіація                 | командир ланки, старший лейтенант                 | нар. 1918 Маринівка                    | пом. 02.03.1942 Москва                 |
| Великомихайлівський район:    |                                                   |                                    |                                      |                         |                                                   |                                        |                                        |
| 22                            | Герой Радянського Союзу                           | Бережок Григорій Карпович          | 20.05.1940 № 224                     | Артилерія               | командир батареї, старший лейтенант               | нар. 15.03.1908 Велика Михайлівка      | пом. 02.07.1994 Миколаїв               |
| Захарівський район:           |                                                   |                                    |                                      |                         |                                                   |                                        |                                        |
| 23                            | Герой Радянського Союзу                           | Корчмарюк Павло Сергійович         | 27.06.1945 №                         | Піхота                  | заступник командира полку, капітан                | нар. 20.04.1920 Бірносове              | пом. 21.10.2010 Москва                 |
| 24                            |                                                   | Онілова Ніна Андріївна             | 14.05.1965                           | Піхота                  | командир відділення, сержант                      | нар. 10.04.1921 Новомиколаївка         | пом. 08.03.1942 Севастополь            |
| Іванівський район:            |                                                   |                                    |                                      |                         |                                                   |                                        |                                        |
| 25                            | Герой Радянського Союзу · Герой Радянського Союзу | Артеменко Степан Єлизарович        | 27.02.1945 № 5687 31.05.1945 №       | Піхота                  | командир батальйону, майор                        | нар. 22.01.1913 Малинівка              | пом. 05.05.1977 Одеса                  |
| Кілійський район:             |                                                   |                                    |                                      |                         |                                                   |                                        |                                        |
| 26                            |                                                   | Тимошенко Семен Костянтинович      | 21.03.1940 № 241 18.02.1965 № 46/II  | Генералітет             | Нарком оборони СРСР, маршал Радянського Союзу     | нар. 18.02.1895 Фурманівка             | пом. 31.03.1970 Москва                 |
| Кодимський район:             |                                                   |                                    |                                      |                         |                                                   |                                        |                                        |
| 27                            | Герой Радянського Союзу                           | Авеличев Іван Тихонович            | 27.02.1945 № 5628                    | Артилерія               | командир батареї, лейтенант                       | нар. 20.12.1911 Слобідка               | пом. 19.04.1945 Нойдорф                |
| 28                            |                                                   | Карпинський Франц Пилипович        | 15.05.1946                           | Інженерні війська       | командир взвода, старший лейтенант                | нар. 18.06.1906 Івашків                | пом. 16.05.1945 Берлін                 |
| Любашівський район:           |                                                   |                                    |                                      |                         |                                                   |                                        |                                        |
| 29                            | Герой Радянського Союзу                           | Волощук Костянтин Микитович        | 15.05.1946                           | Піхота                  | командир батальйону, капітан                      | нар. 06.04.1916 Любашівка              | пом. 24.04.1945 Берлін                 |
| 30                            |                                                   | Улицький Павло Михайлович          | 31.05.1945 № 8009                    | Артилерія               | командир дивізіону, капітан                       | нар. 16.07.1923 Бобрик Перший          | пом. 18.09.1996 Київ                   |
| 31                            | Герой Радянського Союзу                           | Чернець Іван Арсентійович          | 23.02.1945 № 5322                    | Авіація                 | командир ланки, старший лейтенант                 | нар. 19.01.1920 Троїцьке               | пом. 14.05.1999 Москва                 |
| Миколаївський район:          |                                                   |                                    |                                      |                         |                                                   |                                        |                                        |
| 32                            | Герой Радянського Союзу                           | Власов Михайло Маркович            | 30.10.1943 № 1706                    | Піхота                  | командир дивізії, полковник                       | нар. 19.05.1896 Миколаївка             | пом. 28.01.1973 Ужгород                |
| 33                            | Герой Радянського Союзу                           | Губа Данило Хрисанфович            | 31.05.1945 № 6493                    | Артилерія               | командир гармати, сержант                         | нар. 12.11.1910 Петрівка               | пом. Андрієво-Іванівка                 |
| Овідіопольський район:        |                                                   |                                    |                                      |                         |                                                   |                                        |                                        |
| 34                            | Герой Радянського Союзу                           | Вертелецький Петро Михайлович      | 24.03.1945                           | Піхота                  | кулеметник, сержант                               | нар. 1923 Овідіополь                   | пом. 03.02.1945 Кюстрин                |
| місто Одеса:                  |                                                   |                                    |                                      |                         |                                                   |                                        |                                        |
| 35                            | Герой Радянського Союзу                           | Артемцев Олександр Дмитрович       | 24.03.1945                           | Піхота                  | стрілець, рядовий                                 | нар. 1910 Одеса                        | пом. 06.11.1944 Будапешт               |
| 36                            | Герой Радянського Союзу                           | Бабій Василь Васильович            | 03.06.1944 № 3979                    | Артилерія               | командир батареї, старший лейтенант               | нар. 03.01.1920 Одеса                  | пом. 12.04.1986 Москва                 |
| 37                            | Герой Радянського Союзу                           | Байков Георгій Іванович            | 29.06.1945 № 6289                    | Авіація                 | командир ланки, старший лейтенант                 | нар. 26.02.1923 Одеса                  | пом. 14.07.1969 Євпаторія              |
| 38                            | Герой Радянського Союзу                           | Білоусов Леонід Георгійович        | 10.04.1957 № 10837                   | Авіація                 | командир ескадрильї, майор                        | нар. 16.03.1909 Одеса                  | пом. 07.05.1998 Санкт-Петербург        |
| 39                            | Герой Радянського Союзу                           | Галецький Олександр Дем'янович     | 10.04.1945 №                         | Артилерія               | командир дивізіону, капітан                       | нар. 21.03.1914 Одеса                  | пом. 16.04.1945 Одеса                  |
| 40                            | Герой Радянського Союзу                           | Гельфер Семен Григорович           | 17.11.1943                           | Піхота                  | командир відділення, сержант                      | нар. 1924 Одеса                        | пом. 29.09.1943 Малий Букрин           |
| 41                            |                                                   | Главацький Георгій Костянтинович   | 20.06.1942 № 740                     | Артилерія               | комісар батальйону, політрук                      | нар. 06.09.1907 Одеса                  | пом. 14.09.1990 Одеса                  |
| 42                            |                                                   | Горголюк Олександр Іванович        | 02.09.1943 № 1112                    | Авіація                 | командир ланки, старший лейтенант                 | нар. 27.08.1919 Одеса                  | пом. 07.05.1993 Москва                 |
| 43                            | Герой Радянського Союзу                           | Горелик Євген Ілларионович         | 29.06.1945 №                         | Авіація                 | штурман ескадрильї, старший лейтенант             | * 27.11.1921 Одеса                     | † 11.01.2006 Одеса                     |
| 44                            | Герой Радянського Союзу                           | Григоревський Микола Костянтинович | 23.03.1945                           | Піхота                  | кулеметник, сержант                               | нар. 25.01.1925 Одеса                  | пом. 08.12.1944 Барачки                |
| 45                            | Герой Радянського Союзу                           | Григор'єв Сергій Іванович          | 23.10.1943 № 2019                    | Піхота                  | командир взводу, старшина                         | нар. 26.12.1922 Одеса                  | Кишинів                                |
| 46                            | Герой Радянського Союзу                           | Губрій Олексій Антонович           | 21.04.1940 № 365                     | Авіація                 | помічник командира ескадрильї, капітан            | нар. 12.02.1907 Одеса                  | пом. 10.04.1971 Красногорськ           |
| 47                            |                                                   | Добровольський Георгій Тимофійович | 30.06.1971 № 10729                   | Авіація                 | командир космічного корабля, підполковник         | нар. 01.06.1928 Одеса                  | пом. 30.06.1971 Москва                 |
| 48                            | Герой Радянського Союзу                           | Кибалко Василь Васильович          | 24.05.1943 № 1012                    | Авіація                 | командир ескадрильї, капітан                      | нар. 14.01.1918 Одеса                  | пом. 01.10.1992 Москва                 |
| 49                            | Герой Радянського Союзу                           | Кушлянський Ростислав Миколайович  | 22.02.1944 № 3917                    | Артилерія               | командир взвода, молодший лейтенант               | нар. 15.05.1908 Одеса                  | пом. 03.01.1980 Одеса                  |
| 50                            | Герой Радянського Союзу                           | Лев Рафаїл Фраймович               | 17.10.1943 №                         | Піхота                  | командир роти, старший лейтенант                  | нар. 19.09.1918 Одеса                  | пом. 18.10.1943 Петропавлівське        |
| 51                            | Герой Радянського Союзу                           | Лунін Микола Олександрович         | 03.04.1942 № 656                     | Воєнно-морський флот    | командир підводного човна, капітан III рангу      | нар. 21.08.1907 Одеса                  | пом. 17.11.1970 Санкт-Петербург        |
| 52                            |                                                   | Малиновський Родіон Якович         | 08.09.1945 № 9041 22.11.1958 № 49/II | Генералітет             | міністр оборони СРСР, маршал Радянського Союзу    | нар. 23.11.1898 Одеса                  | пом. 31.01.1967 Москва                 |
| 53                            |                                                   | Маринеско Олександр Іванович       | 05.05.1990                           | Воєнно-морський флот    | командир підводного човна, капітан III рангу      | нар. 15.01.1913 Одеса                  | пом. 25.11.1963 Санкт-Петербург        |
| 54                            | Герой Радянського Союзу                           | Марцинківський Олексій Михайлович  | 15.05.1946                           | Артилерія               | заступник командира полку, капітан                | нар. 10.08.1915 Одеса                  | пом. 11.04.1945 Оберварт, Австрія      |
| 55                            | Герой Радянського Союзу                           | Мелах Юхим Левович                 | 04.02.1944 № 2802                    | Авіація                 | командир ланки, капітан                           | нар. 26.07.1918 Одеса                  | пом. 16.12.1979 Одеса                  |
| 56                            | Герой Радянського Союзу                           | Орликов Олександр Михайлович       | 27.02.1945 №                         | Бронетанкові війська    | командир роти, старший лейтенант                  | нар. 1919 Одеса                        | пом. 02.03.1945 Берлін                 |
| 57                            | Герой Радянського Союзу                           | Помукчинський Дмитро Іванович      | 23.02.1945 №                         | Авіація                 | заступник командира полку, майор                  | нар. 18.02.1908 Одеса                  | пом. 15.07.1980 Одеса                  |
| 58                            | Герой Радянського Союзу                           | Ревуцький Никанор Семенович        | 06.04.1945 №                         | Піхота                  | заступник командира батальйону, капітан           | нар. 23.03.1903 Одеса                  | пом. 09.12.1977 Одеса                  |
| 59                            | Герой Радянського Союзу                           | Саркісян Василь Надонович          | 17.11.1943 №                         | Піхота                  | командир взвода, лейтенант                        | * 15.03.1922 Одеса                     | † 19.09.1968 Одеса                     |
| 60                            | Герой Радянського Союзу                           | Сєргов Олексій Іванович            | 28.09.1943 № 1496                    | Авіація                 | штурман полку, майор                              | нар. 06.01.1914 Одеса                  | пом. 15.06.1990 Одеса                  |
| 61                            | Герой Радянського Союзу                           | Серпер Йосип Лазарович             | 01.11.1943 № 1293                    | Інженерні війська       | командир батальйону, капітан                      | нар. 14.09.1911 Одеса                  | пом. 2002 Сан-Франциско                |
| 62                            |                                                   | Сташков Микола Іванович            | 02.05.1945                           | Партизани і підпільники | секретар підпільного обкому КПУ                   | нар. 15.04.1907 Одеса                  | пом. 26.01.1943 Дніпропетровськ        |
| 63                            | Герой Радянського Союзу                           | Стратієвський Натан Борисович      | 23.02.1945 № 5365                    | Авіація                 | начальник зв'язку ескадрильї, лейтенант           | нар. 22.12.1920 Одеса                  | пом. 25.08.2003 Москва                 |
| 64                            | Герой Радянського Союзу                           | Томасевич Петро Васильович         | 24.03.1945 № 11171                   | Піхота                  | командир взводу, старший сержант                  | нар. 08.04.1924 Одеса                  | пом. 23.02.1984 Одеса                  |
| 65                            | Герой Радянського Союзу                           | Трушковський Сергій Михайлович     | 10.04.1945 № 8760                    | Артилерія               | командир бригади, полковник                       | нар. 09.09.1907 Одеса                  | пом. 28.09.1975 Одеса                  |
| 66                            |                                                   | Хорошилов Володимир Олександрович  | 21.03.1940 № 187                     | Авіація                 | командир ланки, старший лейтенант                 | нар. 15.07.1911 Одеса                  | пом. 07.08.1988 Київ                   |
| 67                            | Герой Радянського Союзу                           | Шило Георгій Аполонович            | 24.03.1945 №                         | Піхота                  | помічник командира взводу, сержант                | нар. 23.10.1925 Одеса                  | пом. 19.06.1996 Одеса                  |
| Окнянський район:             |                                                   |                                    |                                      |                         |                                                   |                                        |                                        |
| 68                            | Герой Радянського Союзу                           | Зюльковський Василь Опанасович     | 24.03.1945 № 5453                    | Інженерні війська       | командир батальйону, капітан                      | нар. 14.01.1913 Топали                 | пом. 09.07.1966 Балашов                |
| 69                            | Герой Радянського Союзу                           | Канський Всеволод Єлисейович       | 31.05.1945 №                         | Піхота                  | командир роти, старший лейтенант                  | нар. 06.06.1911 Дубове                 | пом. Харків                            |
| 70                            | Герой Радянського Союзу                           | Міллер Петро Климентович           | 10.01.1944 №                         | Піхота                  | помічник командира взвода, старший сержант        | нар. 10.08.1910 Флора                  | пом. 21.10.1987 Усть-Каменогорськ      |
| Подільський район:            |                                                   |                                    |                                      |                         |                                                   |                                        |                                        |
| 71                            | Герой Радянського Союзу                           | Борщов Сергій Тимофійович          | 15.05.1946 №                         | Авіація                 | заступник командира полку, підполковник           | нар. 18.02.1912 Коси                   | пом. 05.05.1977 Одеса                  |
| Роздільнянський район:        |                                                   |                                    |                                      |                         |                                                   |                                        |                                        |
| 72                            | Герой Радянського Союзу                           | Поддавашкін Олександр Васильович   | 31.05.1945 № 7399                    | Бронетанкові війська    | командир роти, капітан                            | нар. 25.09.1919 Карпове                | пом. 26.01.1976 Ленінград              |
| Савранський район:            |                                                   |                                    |                                      |                         |                                                   |                                        |                                        |
| 73                            | Герой Радянського Союзу                           | Березовський Юхим Матвійович       | 10.01.1944 № 2243                    | Артилерія               | командир батареї, старший лейтенант               | нар. 08.02.1913 Саврань                | пом. 16.12.2011 Москва                 |
| 74                            | Герой Радянського Союзу                           | Бочкович Кирило Васильович         | 20.04.1945                           | Піхота                  | заступник командира взводу, старшина II статті    | нар. 1918 Саврань                      | пом. 24.08.1944 Приморське             |
| 75                            | Герой Радянського Союзу                           | Гербинський Павло Якович           | 01.05.1957                           | Авіація                 | льотчик-інструктор, старший лейтенант             | нар. 02.06.1914 Концеба                | пом. 13.07.1955 Новосибірськ           |
| 76                            | Герой Радянського Союзу                           | Мороз Терентій Пилипович           | 10.04.1945 №                         | Артилерія               | командир гармати, сержант                         | нар. 10.11.1924 Полянецьке             | пом. 24.03.2006 Полянецьке             |
| 77                            | Герой Радянського Союзу                           | Панасюк Володимир Харитонович      | 06.04.1945                           | Піхота                  | командир батальйону, майор                        | нар. 15.07.1913 Слюсареве              | пом. 26.02.1945 Ной-Меллентин (Польща) |
| 78                            | Герой Радянського Союзу                           | Покотило Іван Григорович           | 10.01.1944                           | Бронетанкові війська    | ад'ютант, старший лейтенант                       | нар. 23.09.1911 Дубинове               | пом. 13.01.1945 евакогоспіталь         |
| Татарбунарський район:        |                                                   |                                    |                                      |                         |                                                   |                                        |                                        |
| 79                            | Герой Радянського Союзу                           | Колесниченко Михайло Федотович     | 20.12.1943 № 1447                    | Бронетанкові війська    | помічник командира взвода, сержант                | нар. 25.12.1921 Струмок                | пом. 03.04.2002 Одеса                  |
| Ширяївський район:            |                                                   |                                    |                                      |                         |                                                   |                                        |                                        |
| 80                            | Герой Радянського Союзу                           | Жуган Микола Павлович              | 19.08.1944 № 4362                    | Авіація                 | командир ланки, капітан                           | нар. 23.02.1917 Миколаївка             | пом. Краснодар                         |
| 81                            | Герой Радянського Союзу                           | Колесниченко Степан Калинович      | 02.09.1943                           | Авіація                 | помічник командира полку, лейтенант               | нар. 23.02.1917 Якимів Яр              | пом. 30.08.1943 Береза                 |
| 82                            | Герой Радянського Союзу                           | Кондратенко Іван Васильович        | 21.09.1943 №                         | Артилерія               | командир гармати, старший сержант                 | нар. 23.04.1923 Олександрівка          | пом. 23.04.1971 Заводівка              |
| 83                            | Герой Радянського Союзу                           | Кучеряба Тихін Олександрович       | 15.05.1946 №                         | Авіація                 | командир ескадрильї, капітан                      | нар. 29.06.1910 Миколаївка             | пом. 15.03.1978 Харків                 |
| 84                            |                                                   | Лавренюк Леонід Федорович          | 28.04.1945                           | Піхота                  | командир відділення, сержант                      | нар. 06.08.1925 Мар'янівка             | пом. 11.04.1945 Відень                 |
| 85                            | Герой Радянського Союзу                           | Шевельов Сергій Миколайович        | 01.05.1943 № 1006                    | Авіація                 | штурман полку, капітан                            | нар. 25.06.1909 Петровірівка           | пом. 13.02.1979 Седміховка             |